# Ibrahim Moustafa Reyadh
Ibrahim Moustafa Reyadh (àrab: مصطفى رياض)  (Regne d'Egipte, 5 d'abril de 1941) fou un futbolista egipci de la dècada de 1960.
Fou internacional amb la selecció d'Egipte amb la qual participà en els Jocs Olímpics de 1964. with 8 goals.
Pel que fa a clubs, destacà a Tersana SC.